# Marian Barone
Marian Barone (Filadelfia, Estados Unidos, 18 de marzo de 1924-Richmond, Estados Unidos, 14 de mayo de 1996) fue una gimnasta artística estadounidense, medallista de bronce olímpica en 1948 en el concurso por equipos.

## Carrera deportiva
En las Olimpiadas de Londres 1948 gana el bronce en el concurso por equipos, quedando las estadounidenses situadas en el podio tras las checoslovacas y húngaras, y siendo sus compañeras de equipo: Ladislava Bakanic, Consetta Lenz, Dorothy Dalton, Meta Elste, Helen Schifano, Clara Schroth y Anita Simonis.